# Pedicularis contorta
Pedicularis contorta es una especie de planta herbácea de la familia Orobanchaceae, anteriormente clasificada en las escrofulariáceas.

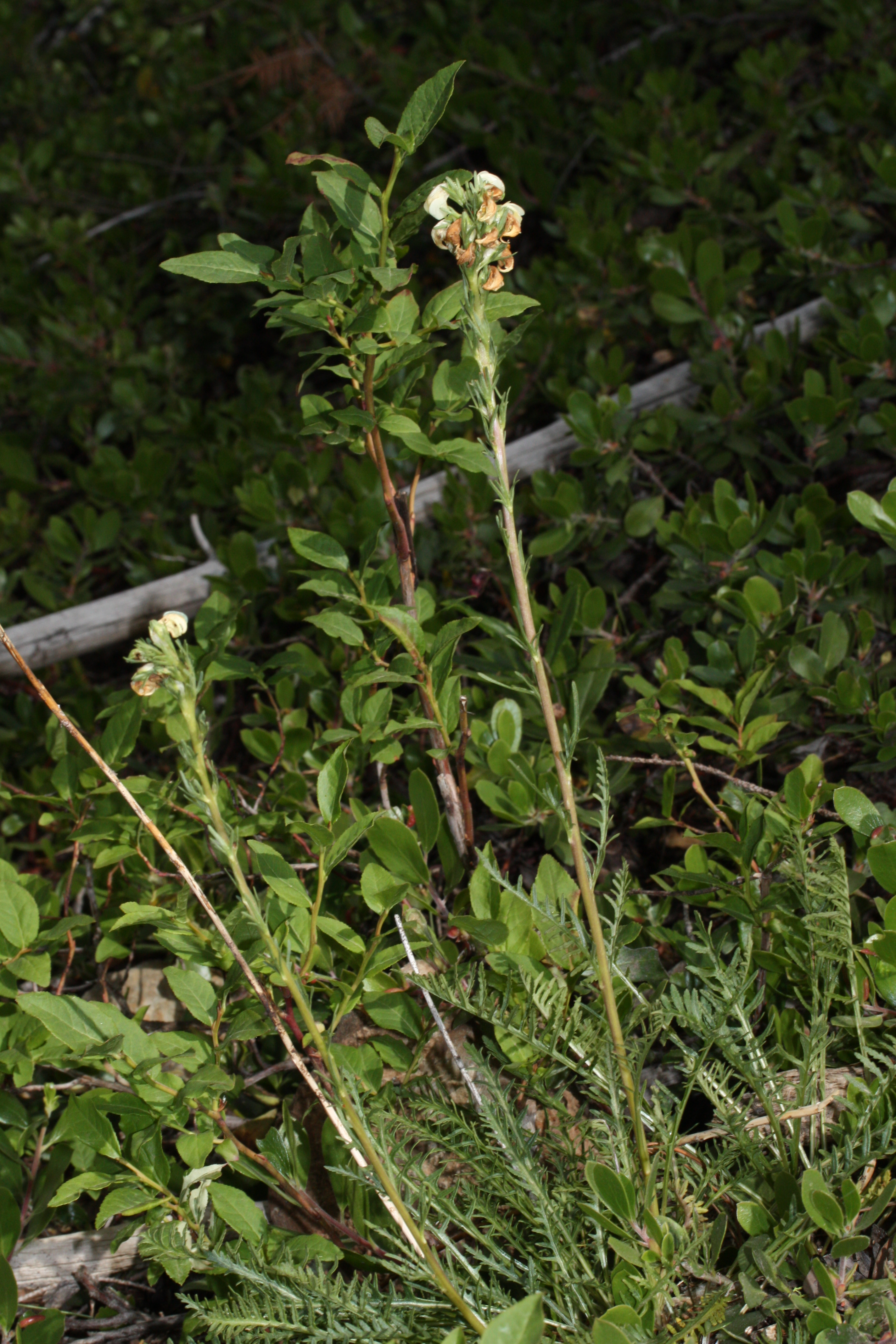
Vista de la planta

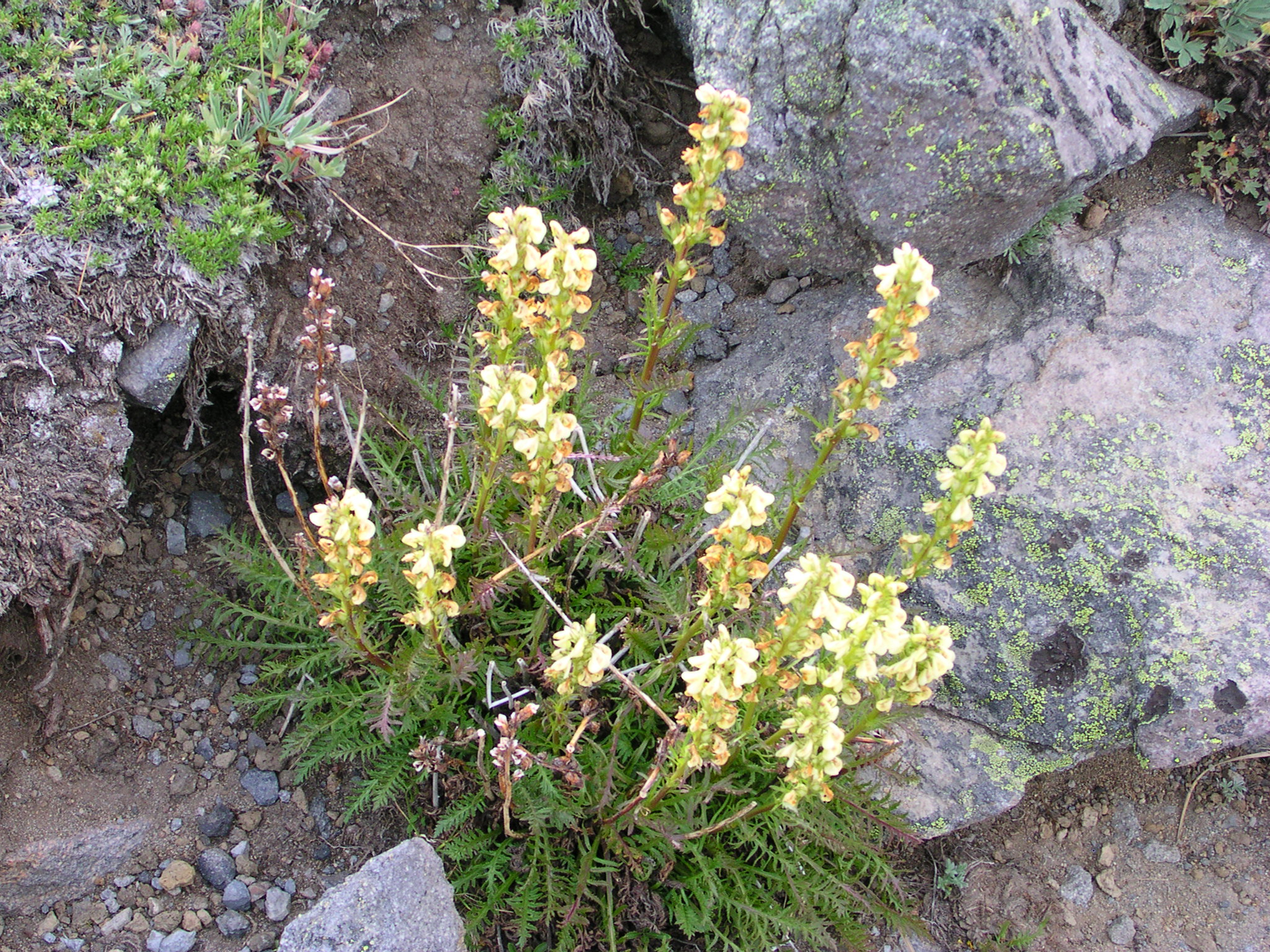
En su hábitat

## Distribución y hábitat
Es nativa de Norteamérica occidental, incluyendo el suroeste de Canadá y el noroeste de Estados Unidos, donde crece en hábitats montañosos húmedos, tales como pantanos, bosques sombríos, y prados.

## Descripción
Se trata de una planta perenne herbácea que produce uno o más tallos de hasta 40 centímetros de altura desde un caudex. Las hojas miden hasta 18 centímetros de largo, en forma de lanza a oblonga, y dividida en muchos lóbulos lineales que pueden ser dentados o de bordes lisos. La inflorescencia es un racimo de flores que ocupa la parte superior del vástago. Cada flor es de un centímetro o un poco más de largo, de color blanco a amarillento, y se divide en un labio superior en espiral o curvado en forma de pico y de tres lóbulos del labio inferior. El fruto es una cápsula de hasta un centímetro que contiene muchas semillas reticuladas.

## Taxonomía
Pedicularis contorta fue descrita por George Bentham y publicado en Flora Boreali-Americana 2(9): 108. 1838.
Etimología
Pedicularis: nombre genérico que deriva de la palabra latína pediculus que significa "piojo", en referencia a la antigua creencia inglesa de que cuando el ganado pastaba en estas plantas, quedaban infestados con piojos.
contorta: epíteto latíno que significa "retorcido"
Variedad aceptada
- Pedicularis contorta var. ctenophora (Rydb.) A. Nelson & J.F. Macbr.

Sinonimia
- Pedicularis contorta var. contorta